# Língua ixil
Ixil-Maia é uma das 21 línguas maias  faladas na Guatemala. Conforme estudos línguísticos  como uma nova língua por volta do ano 500 d.C. è a língua primária do povo Ixil, nas cidades do chamado Triângulo Ixil,  San Juan Cotzal, Santa Maria Nebaj e San Gaspar Chajul nas terras altas guatemaltecas. Há também uma comunidade de falantes Ixil  na Cidade da Guatemala e nos Estados Unidos. 
A cada uma das localidades corresponde um dialeto principal conhecidos respectivamente como ixil San Juan Cotzal (16 000 falantes), ixil Nebaj (35 000 falantes) e ixil Chajul (18 000 falantes). Mesmo havendo significantes diferenças entre os dialetos desses locais, esses são mutuamente inteligíveis em cerca de 70 % dos seus vocabulários.

## Fonologia

### Vogais
| Short       | Anterior | Central | Posterior |
| ----------- | -------- | ------- | --------- |
| Fechada     |          |         | u [ŭ]     |
| Semifechada |          | i [ɪ̆]*  |           |
| Medial      |          |         | o [ŏ]     |
| Meio aberta |          | e [ɜ̆]   |           |
| Aberta      |          | a [ɐ̆]   |           |

Nota [*]: IPA classifica a vogal [ɪ]como quase fechada quase frontal, não como central.
| Long        | Anterior        | Central | Posterior |
| ----------- | --------------- | ------- | --------- |
| Fechada     | ii [iː] uu [yː] |         |           |
| Semifechada | ee [eː] oo [øː] |         |           |
| Aberta      | aa [aː]         |         |           |

Uma característica notável do Ixil é que todas as vogais curtas são vogais centrais ou posteriores e para todas as vogais longas são anteriores. Essa é uma característica única, não encontrada em outras línguas maias . Como exceção, alguns falantes não pronunciam
```
'oo' como a vogal anterior [øː], mas a posterior [oː]. alguns falantes pronunciam  'i' como a anterior [i] em lugar da quase fechada [ɪ]. As vogais curtas são mesmo muito curtas em Ixil e a longa 'uu' [yː] é muito longa e acentuada.
```

### Consoantes
|                |                |                | Bilabial | Alveolar      | Postalveolar  | Retroflexa    | Palatal | Velar   | Velar    | Uvular | Glotal |
| Normal         | Palatizada     |                | Bilabial | Alveolar      | Postalveolar  | Retroflexa    | Palatal |         |          | Uvular | Glotal |
| -------------- | -------------- | -------------- | -------- | ------------- | ------------- | ------------- | ------- | ------- | -------- | ------ | ------ |
| Plosiva        | Normal         | Normal         | p [p̪ʰ]   | t [tʰ]        |               |               |         | k [kʰ]  | ky [kʰʲ] | q [qʰ] | ' [ʲʔ] |
| Plosiva        | Ejetiva        | Ejetiva        |          | t' [tʼ]       |               |               |         | k' [kʼ] | ky'[kʼʲ] |        |        |
| Plosiva        | Implosiva      | Implosiva      | b' [ɓ]   |               |               |               |         |         |          | q' [ʛ] |        |
| Nasal Oclusiva | Nasal Oclusiva | Nasal Oclusiva | m [m]    | n [n]         |               |               |         | nh [ŋ]  |          |        |        |
| Fricativa      | Fricativa      | Fricativa      | v [v~f]  | z [s]         | xh [ɕ]        | x [ʃ]         |         |         |          | j [χ]  |        |
| Africada       | Normal         | Normal         |          | tz [t͡sʰ]      | ch [t͡ɕʰ]      | tx [ʈ͡ʂʰ]      |         |         |          |        |        |
| Africada       | Ejetiva        | Ejetiva        |          | tz' [t͡sʼ~dzʼ] | ch' [t͡ɕʼ~dʑʼ] | tx' [ʈ͡ʂʼ~ɖʐʼ] |         |         |          |        |        |
| Vibrante       | Vibrante       | Vibrante       |          | r [ɾ]         |               |               |         |         |          |        |        |
| Aproximante    | Aproximante    | Aproximante    | w [ʋ]    | l [l]         |               |               | y [j]   |         |          |        |        |

## Escrita
A língua Ixil usa uma forma do alfabeto latino com 
- as cinco vogais tradicionais mais essas vogais duplicada para sons longos.
- 28 símbolos consoantes - entre letras, grupos de duas consoantes, letras e grupos com apóstrofos.Não são usadas as consoantes D, F, G, H, J, S, V.

## Amostra de texto
Uncheeʼ, ech ixeʼtiaʼn u Jeovaa tzaʼ: Sachee saj, teẍtuʼ.Utz, yaquich cheeoj u saj. Each ijatxtu tib u uquen tuchʼ u saj. Ech icheeca u saj, ech tatin u uquen. Ech vixeʼt u baxa kʼii.
Português
No princípio, Deus criou o céu e a terra. A terra era sem forma e vazia e as trevas cobriram a águas profundas. O espírito de Deus pairava sobre as águas. Então, Deus disse:? “faça-se a luz”. E a luz se fez.